# Klaus Hottinger
Pour les articles homonymes, voir Hottinguer.
Klaus Hottinger né à Zollikon et mort le 15 mars à Lucerne en Suisse, est un cordonnier et disciple de Zwingli.
Protestant, il est banni de la ville en novembre 1523.  Il renversa un crucifix dans la ville de Zurich et est exécuté à Lucerne le 9 mars 1524. Il devient ainsi le premier martyr de la Réforme protestante en Suisse,,.

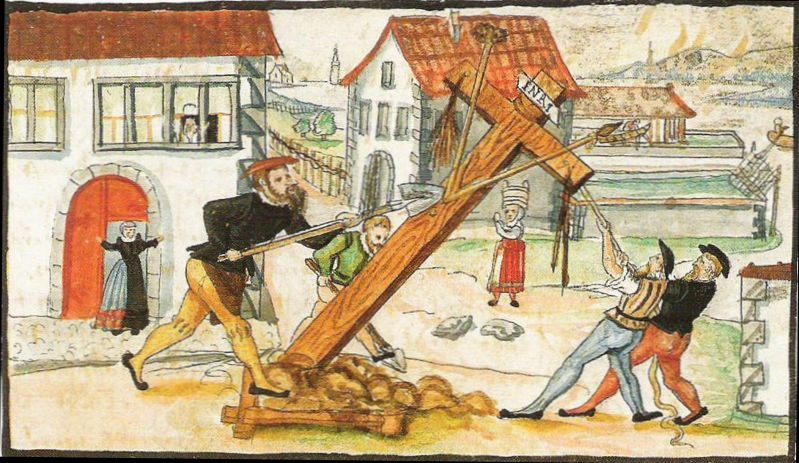
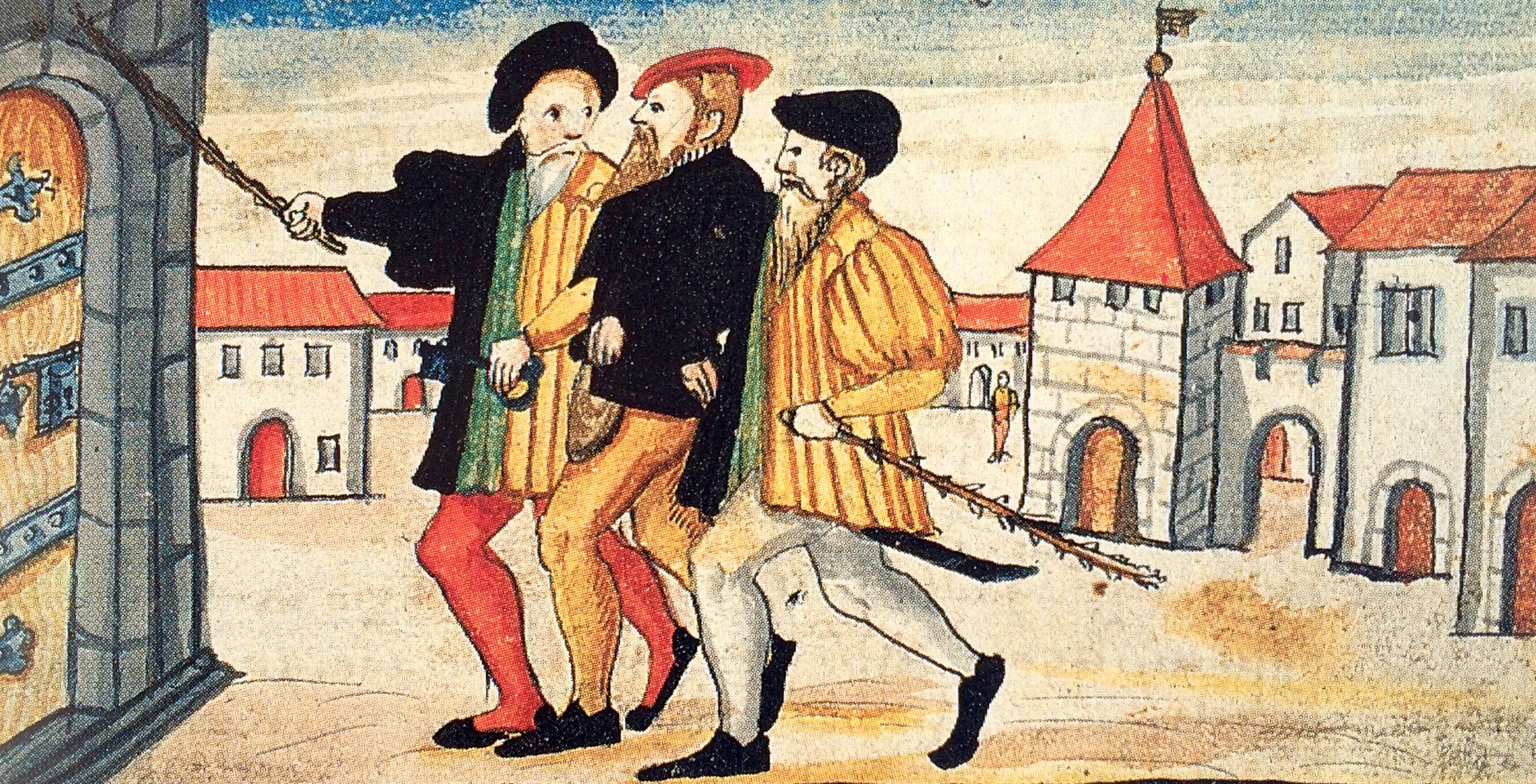
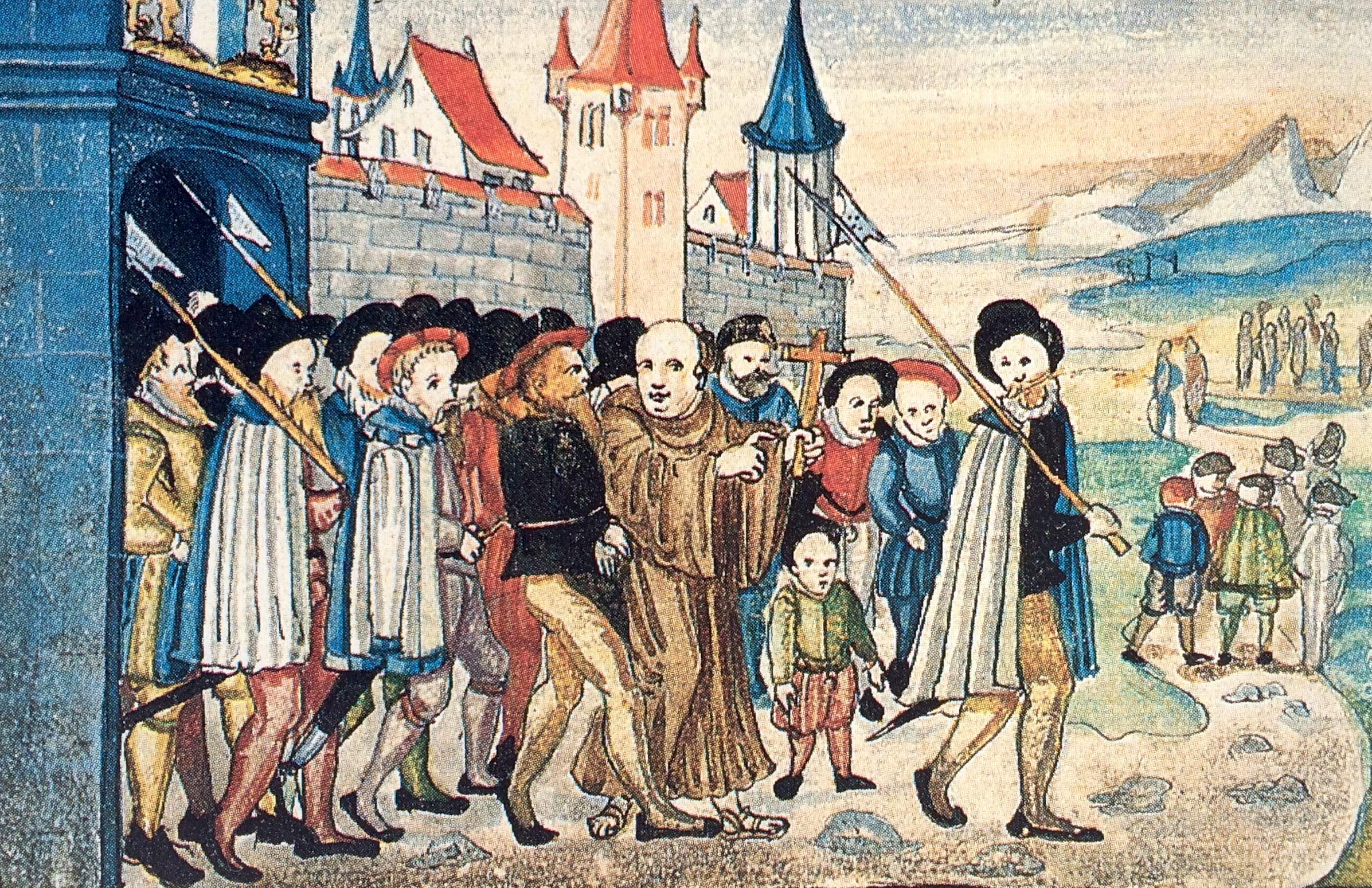